# Goellneriana
Goellneriana is een geslacht van wantsen uit de familie van de Reduviidae (Roofwantsen). Het geslacht werd voor het eerst wetenschappelijk beschreven door van Doesburg in 2004.

## Soorten
Het genus is monotypisch en bevat alleen de volgende soort:

- Goellneriana deckerti van Doesburg, 2004